# 辺獄
辺獄（へんごく、リンボ、ラテン語: limbus、英: Limbo）は、カトリック教会において「原罪のうちに（すなわち洗礼の恵みを受けないまま）死んだが、永遠の地獄に定められてはいない人間が、死後に行き着く」と伝統的に考えられてきた場所のこと。中世の西方教会の神学者たちが死後の世界について考える際に分けられたもので、いわゆる「地獄」や「煉獄」と混同されることもあるがこれらとは異なるものであり、イエス・キリストが死後復活までの間にとどまった場所（父祖の辺獄）、および洗礼を受ける前に死亡した幼児が行く場所（幼児の辺獄）と考えられてきた。
辺獄は、聖書にはもちろんカトリック教会のカテキズムにも明確に書かれていないため、カトリック教会の公式教義ではなく「神学上の考えられる仮説」として残されている。

## 名称・概念
"Limbus" は「周辺・端」を意味するラテン語であり、原義は地獄の「周辺部」である。

## 父祖の辺獄

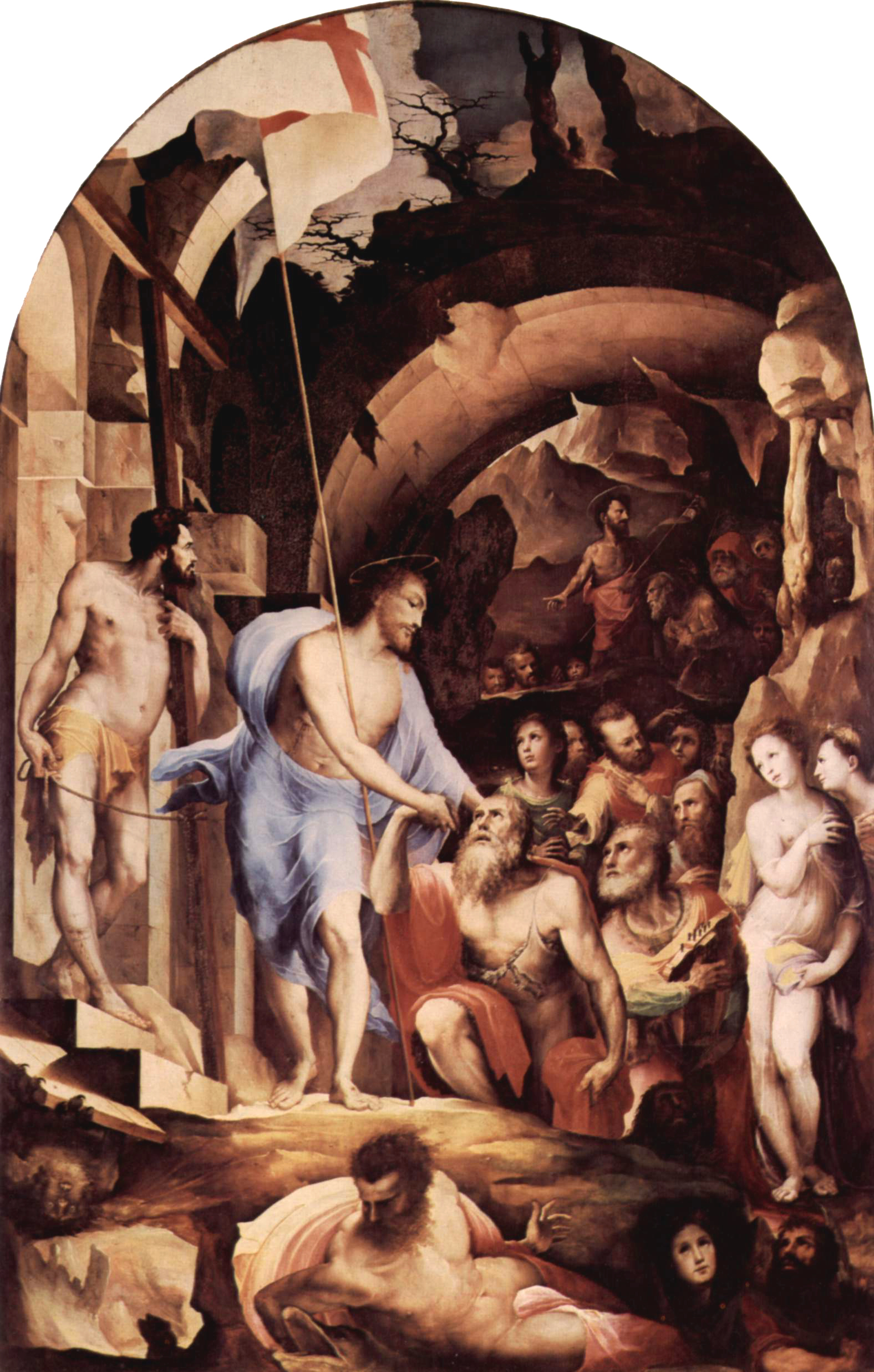
"辺獄のイエス" ドメニコ・ベッカフーミ画

父祖の辺獄（ラテン語: Limbus patrum、英: Limbo of the Fathers）は、旧約聖書の時代、すなわちイエス・キリストの死と復活、昇天によって天国の門が開かれる以前に、原罪を持ったまま小さな罪を犯した可能性もあるが神との交わりのうちに死んだ者が行き着くと考えられていた場所である。彼らは地獄には行かないが、キリストの贖いによって救われるまでは天国に行けないと考えられていた。
かつて日本のカトリック教会では、これを古聖所（こせいしょ）と訳しており、また第2バチカン公会議以降の現代では新共同訳聖書での訳語に沿って陰府（よみ）と訳し、使徒信条の中でも唱えられている。この概念は、三位一体同様、聖書に登場するものではない。また父祖たちが死後どこへ行ったかということにしても聖書には明確に書かれていないが、様々な箇所が言外にその存在を前提としている。
ルカ福音書16章22節には「アブラハムの懐」という記述があり、カトリック教会、正教会ともに「天国へ行く魂たちの一時的な状態」として認識している（但し「父祖の辺獄」という語・概念は正教会では用いられない）。この状態の解消は、カトリック教会では最後の審判における復活、東方正教会では冥府の征服によってなされる、という見方が主である。（冥府の征服の考えは西方へもいくらか受容された）
同じくルカ福音書23章39-43節では、イエスが十字架上で処刑される際、ともに十字架につけられた盗賊の一人（ディスマス）に「今日、わたしとともに『楽園』にいる」と告げる場面が書かれている。しかし、復活から昇天までの間、イエスは弟子に対して自分は「まだ父のみもとに昇っていない」と答えた。この明らかな矛盾の解答としては、（「今日」が「告げる」にかかっていると解釈することもできるが原典ではコンマがついていないため、「楽園にいるだろうと」「今日告げる」とも「今日楽園にいると」「告げる」とも解釈できる）、辺獄の概念をふまえて読めば、ディスマスは、辺獄でキリストが天国へ行けるようにするのを待っているとも解釈できる。
「父祖の辺獄」という表現は、中世ではハデス（地下世界）の一部を指す呼び名であった。そこには、旧約時代の教父たちが、キリスト（救世主）が十字架にかけられて降臨して彼らを解放するまでの間、閉じこめられていると信じられていた。

中世の劇ではしばしば、イエスは処刑から復活までの三日間に冥府の征服という劇的な征服を為し、正しい魂を解放して意気揚々と天国へ導いたように描かれる。このイメージは、東方正教会における聖大土曜日の礼拝式（聖金曜日と復活祭の間に行われる）や、イエスの復活を描いたイコンなどに見られる。
しかし、現行のカトリック教会のカテキズムには、「イエスはすべての人間と同じく死を体験し、その霊魂は死者のもとに滞在して、彼らと一緒になられました。しかしキリストは、救い主としてそこに下り、捕らわれていた霊たちによい知らせを告げられたのです。」「キリストは死んで死者たちの住まいに下られたのですが、聖書ではそこを陰府、またはシェオルないしハデスと呼んでいます。･･･（中略）･･･悪人であるか正しい人であるかを問わず、とにかくすべての死者があがない主を待っていて、この状態にあったのです。･･････イエスが死者のもとに下られたときにお救いになったのは、まさに、アブラハムのふところにいる人のように解放を待っていた聖なる霊魂たちです。イエスが死者のもとに下られたのは、地獄に落ちた者たちをそこから救い出すためでも、地獄を破壊するためでもなく、ご自分に先んじた正しい人々を救い出すためでした。」と書かれていて、ここでは「辺獄（リンボ = Limbo）」という表現は使われていない。また、「陰府」については、「責め苦の地獄とは異なるもので、正しい人であれ、悪人であれ、キリスト以前に死んだすべての人の状態を指す」と説明している。

## 幼児の辺獄
幼児の辺獄（ラテン語: Limbus infantium または Limbus puerorum、英: The Limbo of Infants）は、洗礼を受ける前に死んだために原罪から解放されていない幼児が行きつくと考えられた場所である。
カトリック教会において、洗礼の秘跡は救いのために必要なものとされているため、原罪が天国の魂に備わる至福直観を排除するならば、洗礼の秘跡を受けた者だけが天国へ行く資格を得るのかどうか、秘跡による洗礼を受けていない人は血の洗礼（殉教者など、信仰のために死ぬ人々）や望みの洗礼（キリストと教会を知らずに、真剣に神を求め、神のみ心を果たそうと努力するすべての人々）も含め、どうなるのかが議論の的となってきた。

### 幼児の辺獄についての議論の歴史
少なくとも5世紀のアウグスティヌスの時代から、救いのためには洗礼が不可欠だと考える神学者は、洗礼を受けていない幼児がどうなるかについて議論していた。「幼児の辺獄」はこの解決として示された仮説の一つである。この説を採用した者には、幼児の辺獄が最高の自然的幸福の地と考える者もいれば、少なくとも至福直観を将来にわたって剥奪されるなどの「最も軽い罰」を受ける場所として考える者もいた。この説は、どのような形であろうと、カトリック教会の公式教義として採用される事はなかったが、禁止もされなかった。
アウグスティヌスは、「洗礼を受けることなく肉体を失った幼児は」原罪のために「すべての罪の中で最も軽い罪として数えられるであろう。したがって、幼児たちが罪をもたないと説く人間は、自分自身と他人とを同時に騙していることとなる。」という考えを固持した。418年、アウグスティヌスを含む北アフリカの司教によってカルタゴ会議が開かれたが、アウグスティヌスによる未洗礼の幼児の運命に関する信念は、明確に保証されはしなかった。5 - 6世紀のラテン教父たちは彼の意見を採用しなかったが、中世になるとラテン神学者たちの再評価の対象となった。
中世には、アウグスティヌスの視点を受け継ぐ神学者たちがいた。12世紀に、ピエール・アベラールは「未洗礼の幼児は物質的な責めや積極的な罰は与えられないが、至福直観が否定される喪失感にのみ苛まれる」と説いた。一方で、未洗礼の幼児は何らの責めも与えられないと主張する者もいた。幼児は至福直観を奪われたことにも気づかないため、超自然的な幸福を味わうわけではないが、自然の楽しみを享受するという考え方である。この理論が結びついた形で、1300年頃「幼児の辺獄」という表現として独立したのである。
トマス・アクィナスは、「幼児の辺獄」は永遠の自然の楽しみの国であるとし、「もしも洗礼の恵みを受けていればどれだけの幸福があったか」という喪失感に苛まれることもないと述べた。彼は、この状態が自然の美徳に対する自然の幸せによる報酬であるが、超自然的な幸福による報酬は完全な自然の美徳に対して与えられるべきものであるため、原罪のために赦しを知らない未洗礼の幼児にはふさわしくないと主張した。「望みの洗礼」に関しては、成人のみに適用されるものだとした。
フィレンツェ公会議（1431年 - 1443年）では、「子どもに関しては、死の危険がしばしば現れ、救いは秘跡による洗礼のみという状況があり、悪魔の支配を逃れて神の子と認められるように、神聖なる洗礼は40日や80日、それ以上延びないようにと警告する････」と、幼児に対しても洗礼が不可欠とされ、誕生後すぐに洗礼を行うことが必要だとされた。これは5世紀のカルタゴ公会議でも言及されていたが、フィレンツェ公会議では、この世の生における実際の罪を負って死んだ者も、原罪のみを負って死んだ者も、苦痛に差はあるものの、ともに直ちに地獄へと落ちて罰を受けると宣言された。
トリエント公会議（1543年 - 1563年）では、「望みの洗礼」は「アダムの子として生まれた状態から、二番目のアダムたる救世主イエス・キリストにより、神の子に加えられる恵みを賜る状態へ」移行するための手段であると明言された。そしてこの頃には、成人が秘跡による洗礼を受けられない事態になった場合に秘跡への望みによって洗礼（望みの洗礼）を受けられるとするなら、秘跡による洗礼を受けていない幼児もまた、通常の洗礼が受けられなかったとしても代替できる救済方法があるのではないかと考えるものもいた。16世紀の神学者トマソ・デ・ヴィオは、「出生前に死んでしまい洗礼を受けられなかった胎児は、母親の洗礼への願いによって救済されうる」と説いた。このように、フィレンツェ公会議で否定されたといえ、通常の洗礼以外に幼児の救済を求めることについて明確な共通理解が得られたわけではなかった。18 - 19世紀を通じて、複数の神学者が、未洗礼で死んだ幼児の救済理論を説き続けたが、一般的な意見として幼児が辺獄へ行くことを教えていた。

### 現代の解釈
1984年、当時教皇庁教理省長官であったヨーゼフ・ラッツィンガー枢機卿（後の教皇ベネディクト16世）は、個人の神学者として多くの学者たちへのスピーチの中で、「洗礼を受けずに亡くなった子どもは救いの対象にならない」と主張した。これらを受けてカトリック教会のカテキズムでは、「教会は、永遠の幸福の保証を与えるための、洗礼以外の方法を知りません」としながらも、「神は救いを洗礼の秘跡に結びつけられましたが、神ご自身は秘跡に拘束されることはありません。」としている。また、「洗礼を受けずに死んだ幼児については、教会にできるのは、幼児の葬儀の際に行っているように、その子どもを神のあわれみにゆだねることだけです。すべての人々が救われることを望んでおられる神の限りないあわれみから見て、また『子どもたちをわたしのところに来させなさい。妨げてはならない』（マルコ福音書10章14節）と言われたイエスの子どもたちへの愛情から見て、わたしたちは洗礼を受けずに死んだ幼児には救いの道があると希望することができます。それにもかかわらず、教会は、幼児が聖なる洗礼の恵みを通してキリストのもとに近づくのを妨げないようにと、強く促しています。」としている。
2007年4月22日、教皇庁の諮問機関である国際神学協会は、前教皇ヨハネ・パウロ2世の要請に基づいて作成された「未洗礼のまま死亡した幼児の救済の可能性」というタイトルの文書を提出した。ここでは、「幼児の辺獄」の説を含めた未洗礼の幼児の運命に関する過去・現在の意見を追い、神学的な議論を検討した上で、以下のように結論している。

先に検討した多くの要素からの結論としては、洗礼を受けないまま死亡した子どもたちは救われて至福直観を得るだろうという神学的および典礼上の大きな希望が見られる。ただしここで強調したいのは、これらは確かな知識に基づいたものというよりも、むしろ信心深い希望によって理由づけられるものだということである。ヨハネ福音書16章12節にあるとおり、これらは容易には明らかにされていない。しかし、わたしたちは神のあわれみのうちに信仰と希望によって生きており、聖霊は、いつも感謝と喜びをもって祈るように導いてくれるであろう（テサロニケへの手紙・一 5章18節参照）

わたしたちに示されているのは、救いへの道は秘跡による洗礼であるということである。洗礼の必要性を見限ったり秘跡を遅らせるを正当化したりするべきではない。むしろ、たとえ出来なくとも子どもたちのために、教会における信仰と命のうちに洗礼を受けさせたいと願うことこそが、神が子どもを救ってくださるという希望の根拠となるとあらためて結論する。

この文書はベネディクト16世の承認を得て発表されたが、この文章は公式な教会の「教え」ではなく、カトリック教会が非難せず、信徒が心に抱くことを許した意見のひとつにすぎない。一部のメディアはこれを「教皇、辺獄を閉ざす（Pope Closes Limbo）」などと報じたが、これは事実に即していない。実際この文書では「辺獄の説は、原罪を持ったまま洗礼を受けずに死んでしまった幼児の魂が集まる国と言われている。そこでは、幼児は個人的な罪を負っていないため至福直観を持たず、しかし罰も受けないとされる。この説は中世初めごろの神学者たちが作り出したもので、第2バチカン公会議までに独自の考えとして教導した者がいたかもしれないが、教導における教義上の定義として採用されたことはない。辺獄は依然、神学上の考えられる仮説として残っている」（前文第2段落）と述べられており、第41段落でもまた、辺獄の説は「神学上の考えられる意見として残っている」と繰り返されている。

## 他教派・他宗教での解釈
キリスト教の他の教派（正教会・プロテスタントなど）においては、「父祖の辺獄」に相当する陰府（よみ、黄泉、シェオル）の概念は一部にあるが、カトリックとは解釈が異なる部分があり、「辺獄」「リンボ」という表現もしない。また「幼児の辺獄」のような概念は存在しない。
エホバの証人では死後の意識（存在）を認めておらず、審判の日の運命を待っているだけとされる。
ゾロアスター教におけるハミスタガン（hamistagan）の概念も辺獄に類似している。ハミスタガンは、審判の日を待つ善でも悪でもない中立の状況である。

## 文学における辺獄
ダンテは、「神曲」の「地獄篇 Inferno」の中で、辺獄をアケローン川の先、ミーノスの審判所の前にある地獄の第1層として描いた。古代の歴史・神話に登場する徳高い異教徒が、明るく照らされた、美しい（けれども憂いを帯びた）城に住んでいるとされた。これはエーリュシオンの中世の解釈と思われる。同作では、これとは別に地獄門の中、アケローン川を渡る前の位置に地獄前域が存在しており、善も悪も為さずに生きてきたいわゆる「中庸主義者」や「日和見主義者」が住んでいる。この住人にはルシフェルの堕落の原因となった戦いに全く参加しなかった天使や、ケレスティヌス5世、ポンティウス・ピラトゥスなどが含まれる。
ノーベル賞を受賞したシェイマス・ヒーニーの代表作のタイトルは「辺獄（Limbo）」である。これは母親によって海に捨てられた私生児が漁師の網にかかる、という詩で、キリスト教の教説への引喩に富んでいる。
オーエン・コルファーのアルテミス・ファウルシリーズ第5作Artemis Fowl: The Lost Colony（アルテミス・ファウル-失われし島）には辺獄から逃げてきた悪魔が登場する。コルファーは他にも、「ウィッシュリスト」でも辺獄について触れている。